# Temple de Mars (Rome)
Pour les articles homonymes, voir Temple de Mars.
Ne doit pas être confondu avec Temple de Mars vengeur.
Le temple de Mars (en latin : Aedes Martis in Circo) est un temple romain construit à Rome durant le IIe siècle av. J.-C., sur le Champ de Mars, à proximité du cirque Flaminius.

## Localisation
Le temple de Mars fait partie des nombreux édifices monumentaux qui sont construits à partir du milieu du IIe siècle av. J.-C. autour du cirque Flaminius. Le temple, qui a été un temps identifié au temple de Neptune, se trouve à l'extrémité occidentale de l'esplanade, entre les actuelles Via degli Specchi et Via di San Salvatore in Campo (voir le plan),.

## Histoire

### Antiquité
Le temple est voué en 138 av. J.-C. par le consul Decimus Junius Brutus Callaicus. La construction, financée par le butin de la campagne militaire de Decimus Junius en Hispanie (ex manubiis), commence après 135 av. J.-C. Le temple n'est dédié qu'en 132 av. J.-C., après la célébration du triomphe de son commanditaire,. La réalisation du temple est attribuée à un architecte grec, Hermodore de Salamine, actif à Rome durant la deuxième moitié du IIe siècle av. J.-C.,, Le temple est restauré à la fin de la République mais il conserve son plan et ses caractéristiques d'origine.

### Fouilles archéologiques
Les ruines du temple, comprenant six colonnes dont cinq alignées, sont découvertes par l'architecte français Baltard en 1837 et étudiées par l'archéologue italien Vespignani à partir de 1838. Ces vestiges sont encore en partie visibles sous les habitations modernes.

## Description

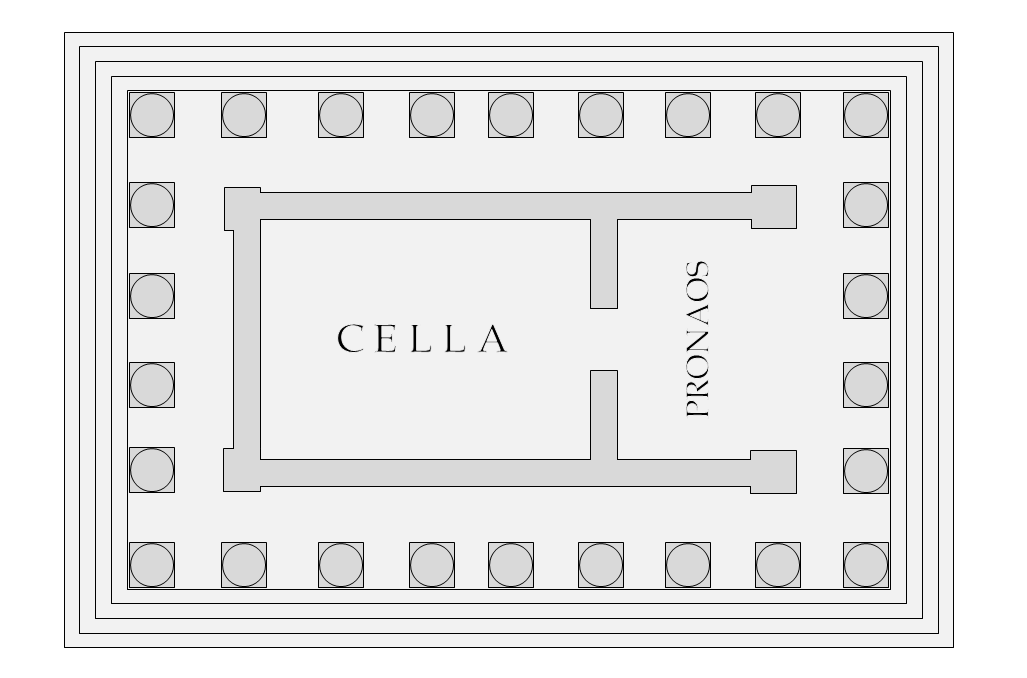
Plan du temple de Mars,.

Le temple est construit selon la même orientation que le cirque Flaminius. De style purement grec, il est périptère et érigé sur une crépis, plateforme de quelques marches qui sert de soubassement au temple. Cet élément architectural répandu en Grèce est très peu utilisé à Rome, on ne le trouve que sur deux autres temples de la ville, le temple de Vénus et de Rome et le temple circulaire du Forum Boarium. Le temple de Mars est fait de marbre du Pentélique.
Les premières reconstitutions du temple basées sur une observation précise des vestiges donnent un temple de six colonnes en façade et neuf latérales, quasiment pycnostyle, c'est-à-dire que la distance entre les colonnes est équivalente à une fois et demi leur diamètre, sur une crépis de quatre marches. La cella devait être presque deux fois plus longue que large. Les archéologues allemands Brunn et Jordan estiment le diamètre des colonnes à la base entre 1,15 et 1,25 mètre avec un écartement entre l'axe des colonnes de 2,66 mètres. Les colonnes sont donc plus resserrées que dans le plan type du temple pycnostyle tel que définit par Vitruve. Le tambour inférieur du fût rainuré des colonnes est taillé dans le même bloc de marbre du Pentélique que la base constituée d'un unique tore, rappelant l'élément supérieur d'une base ionique.
Dans le vestibule du temple sont gravées quelques vers du poète Accius. La cella abrite une statue cultuelle colossale de Mars et une de dimensions plus modestes de Vénus, toutes deux réalisées par Scopas Mineur,,.

### Ouvrages généraux
- (en) Samuel Ball Platner et Thomas Ashby, A topographical dictionary of Ancient Rome, Oxford University Press, 1929
- (en) Filippo Coarelli, Rome and environs : an archaeological guide, University of California Press, 2007, 555 p. (ISBN 978-0-520-07961-8)
- (fr) Pierre Gros, « Hermodoros et Vitruve », Mélanges de l'École française de Rome. Antiquité, vol. 85,‎ 1973, p. 137-161 (lire en ligne)

### Ouvrages sur le temple
- (it) F. Zevi, « L’identificazione del tempio di Marte in circo e altre osservazioni », L’Italie préromaine et la Rome républicaine. Mélanges offerts à J. Heurgon, Rome, vol. 2,‎ 1976, p. 387-410 (lire en ligne)
- (it) F. Zevi, « Mars in Circo », dans Lexicon topographicum Urbis Romae, vol. III, Rome, 1996, p. 226-229
- (it) V. Vespignani, « Avanzi di tempio incerto della IX Regione di Augusto », BC, vol. 1,‎ 1873
- (en) Guido Petruccioli, « Mars, Aedes (Campus Flaminius) », Digital Augustan Rome,‎ 2008 (lire en ligne)

| Plan intemporel du Champ de Mars méridional |
| --- |
| \| Tibre Navalia Cirque Flaminius Théâtre de · Marcellus T. de · Diane T. de la · Piété T. de Janus T. de Junon T. de Spes Temple de · Bellone Temple · d'Apollon · Sosianus Temple de · Jupiter · Stator Temple de · Junon · Regina Portique d'Octavie Portique · de · Philippe T. d'Hercule Portique · d'Octavius Théâtre · de Balbus Crypta · Balbi Portique · de Minucius T. des · Nymphes Diribitorium T. de Juturne T. de la Fortune T. de · Feronia T. des · Lares · Permarini Curie de · Pompée Portique de · Pompée Théâtre de · Pompée Temple de · Vénus Victrix Temple de · Mars Sanctuaire · d'Hercules · Magnus Custos Temple de · Castor et Pollux Pont · Fabricius Île Tibérine Porticus · Maximae T. de · Neptune Divorum Villa Publica Hecatostylum T. de la · Fortune · équestre Amphithéâtre de · Statilius Taurus · (?) \| |
| Tibre Navalia Cirque Flaminius Théâtre de · Marcellus T. de · Diane T. de la · Piété T. de Janus T. de Junon T. de Spes Temple de · Bellone Temple · d'Apollon · Sosianus Temple de · Jupiter · Stator Temple de · Junon · Regina Portique d'Octavie Portique · de · Philippe T. d'Hercule Portique · d'Octavius Théâtre · de Balbus Crypta · Balbi Portique · de Minucius T. des · Nymphes Diribitorium T. de Juturne T. de la Fortune T. de · Feronia T. des · Lares · Permarini Curie de · Pompée Portique de · Pompée Théâtre de · Pompée Temple de · Vénus Victrix Temple de · Mars Sanctuaire · d'Hercules · Magnus Custos Temple de · Castor et Pollux Pont · Fabricius Île Tibérine Porticus · Maximae T. de · Neptune Divorum Villa Publica Hecatostylum T. de la · Fortune · équestre Amphithéâtre de · Statilius Taurus · (?)       |